# Bernhard Krüger
Bernhard Krüger (Riesa (Alemania); 26 de noviembre de 1904 – Alemania, 3 de enero de 1989) fue durante la Segunda Guerra Mundial un Sturmbannführer (Mayor) de las Schutzstaffel (SS), el líder de la Unidad VI F 4a en la Reichssicherheitshauptamt (Oficina Central de Seguridad del Reich).
Esta Unidad de Seguridad de las SS fue responsable de, entre otras cosas, falsificar pasaportes y documentos. Dentro de la configuración de la Operación Bernhard, la SD fabricó cientos de millones de libras esterlinas, financiando a la Alemania nazi con seiscientos millones de billetes falsificados de alta calidad (valor aproximado: seis mil millones en 2009). Esta operación de falsificación fue llamada por Krüger, quién dirigió la operación desde una fábrica oculta construida en el campo de concentración Sachsenhausen; tenía 142 prisioneros judíos seleccionados competentes en tipografía, caligrafía, imprenta, etcétera. Krüger fue miembro del NSDAP.
La operación de falsificación finalizó en 1944. No queriendo ir al Frente Oriental, y teniendo en cuenta el destino de los prisioneros si la fábrica cerraba, Krüger estableció una nueva operación para falsificar dólares estadounidenses. Dio instrucciones a sus trabajadores para trabajar lo más despacio posible, de manera que la operación durase hasta el fin de la guerra terminara, permitiendo a los prisioneros ser liberados después de ser transferidos a los campos de Austria en mayo de 1945.
Después de la guerra, el Mayor Krüger fue detenido por los británicos durante dos años y luego entregado a los franceses por un año. Dijo: "Me pidieron que falsificase documentos,  pero me negué". Fue liberado en 1948 sin cargo alguno, y volvió a Alemania. A principios de la década de los cincuenta, se presentó ante un tribunal de desnazificación, donde ex prisioneros que estuvieron bajo su mando en Sachsenhausen declararon a su favor, indicando que sus acciones mientras dirigía el campo les evitaron ser llevados a las cámaras de gas. Acabó trabajando para la compañía que había producido el papel especial para las falsificaciones de la Operación Bernhard. Murió en Alemania en 1989.

## Promociones en la SS
- Subteniente - Untersturmführer 9.11.35
- Teniente - Obersturmführer 9.11.36
- Capitán - Haupsturmführer 20.45.38
- Mayor - Sturmbannführer  9.11.42